# Jozef Lohyňa
Jozef Lohyňa, född den 13 april 1963 i Zlaté Moravce, Slovakien, är en slovakisk brottare som tog OS-brons i mellanviktsbrottning i fristilsklassen 1988 i Seoul för Tjeckoslovakien.